# Mrežna energija
Mrežna energija trdne ionske spojine je merilo za jakost vezi v tej ionski spojini. Mrežna energija je običajno definirana kot tvorbena entalpija ionske spojine, če bi ta nastala iz plinastih ionov:
Na+(g) + Cl−(g) → NaCl(s)
Reakcija je vedno eksotermna. Eksperimentalno določena mrežna energija NaCl je −787 kJ/mol.
Nekateri starejši učbeniki definirajo mrežno energijo v obratni smeri, se pravi kot energijo, ki je potrebna ta pretvorbo ionske spojine v plinaste ione. Takšen proces je endotermen, zato bi bila mrežna energija NaCl v tem primeru enaka +787 kJ/mol.
Vrednosti mrežne energije se lahko določi z Born-Haberjevim ciklom.

## Teoretične osnove

### Born-Landéjeva enačba
Max Born in Alfred Landé sta leta 1918 ugotovila, da se mrežno energijo lahko izračuna iz električnega potenciala ionske rešetke in potencialne energije odboja:
{\displaystyle E=-{\frac {N_{A}Mz^{+}z^{-}e^{2}}{4\pi \varepsilon _{0}r_{0}}}\left(1-{\frac {1}{n}}\right)\!\,,}
pri čemer je:
- NA – Avogadrovo število
- M – Madelungova konstanta,[3] ki je odvisna od geometrije kristala
- z+ – naboj kationa
- z− – naboj aniona
- e – osnovni naboj (1,6022×10−19 C)
- εo – dielektrična konstanta praznega prostora (8,8541×10−12 C2•J−1•m−1)
- ro – razdalja do najbližjega iona
- n – Bornov eksponent,[4] število med 5 in 12, ki je določeno teoretično ali eksperimentalno z merjenjem stisljivosti trdne snovi.

Born-Landéjeva enačba daje rezultate, ki se kar dobro ujemajo z izmerjenimi mrežnimi energijami:
| Spojina | Izračunana mrežna energija | Izmerjena mrežna energija |
| ------- | -------------------------- | ------------------------- |
| NaCl    | −756 kJ/mol                | −787 kJ/mol               |
| LiF     | −1007 kJ/mol               | −1046 kJ/mol              |
| CaCl2   | −2170 kJ/mol               | −2255 kJ/mol              |

Iz Born-Landéjeve enačbe je razvidno, da mrežna energija spojine narašča (postaja bolj negativna)
- z naraščanjem naboja iona in
- s krajšanjem razdalje med ioni.

Barijev oksid, na primer, ki ima enako kristalno strukturo kot natrijev klorid, se pravi, da ima enako Madelungovo konstanto, ima vezni polmer 275 pm in mrežno energijo -3054 kJ/mol, medtem ko ima natrijev klorid vezni polmer 283 pm in mrežno energijo -786 kJ/mol.

### Enačba Kapustinskega
Enačba Kapustinskega, imenovana po ruskem kemiku Anatoliju Fjodoroviču Kapustinskem, je enostavnejša in se uporablja v primerih, ki ne zahtevajo velike natančnosti:
{\displaystyle E=-{K}\cdot {\frac {\nu \cdot |z^{+}|\cdot |z^{-}|}{r^{+}+r^{-}}}\cdot {\biggl (}1-{\frac {d}{r^{+}+r^{-}}}{\biggr )}\!\,,}
pri čemer je:
- K – konstanta (1,2025 × 10−4 J•m•mol−1)
- d – konstanta (3,45 × 10−11 m)
- ν –= število ionov v empirični formuli
- z+, z− – število elementarnih nabojev kationa oz. aniona
- r+, r− – ionski polmer kationa oz. aniona

Razlike med izračunanimi in pravimi vrednostmi so praviloma manjše od 5%.
Enačba Kapustinskega omogoča, da se iz znanih mrežnih energij izračunajo atomski polmeri, kar je zelo uporabno pri bolj zapletenih ionih, kot sta sulfat SO42- in fosfat PO43-. 